# Кобелякский сахарный завод
Кобелякский сахарный завод (укр. Кобеляцький цукровий завод) — предприятие пищевой промышленности в посёлке городского типа Белики Кобелякского района Полтавской области.

## История
Кобелякский сахарный завод был построен в 1950—1955 гг. в соответствии с пятым пятилетним планом восстановления и развития народного хозяйства СССР и введён в эксплуатацию в 1955 году, сырьём для производства сахара являлась сахарная свёкла. В дальнейшем, завод вошёл в число ведущих предприятий местной промышленности.
Часть выпускаемого заводом сахара поступала на Белицкий молочноконсервный завод (с 1966 года — Белицкий молочноконсервный комбинат), на котором было освоено производство сгущённого молока.
В 1981—1984 годах в ходе выполнения целевой комплексной программы «Сахар» специалисты министерства пищевой промышленности УССР и АН УССР спроектировали и создали новую конструкцию тонкослойного отстойника-осветлителя для осаждения дисперсных частиц свекольного сока первой сатурации — с повышенной эффективностью и мощностью 3 тыс. тонн свеклы в сутки. Первый экспериментальный образец отстойника-осветлителя был установлен на Кобелякском сахарном заводе.
После провозглашения независимости Украины завод был приватизирован.
В 2003 году собственником завода стал агрохолдинг ООО «Астарта-Киев».
Начавшийся в 2008 году экономический кризис (сокративший спрос на сахар у предприятий пищевой промышленности) и вступление Украины в ВТО (после которого в страну был разрешён импорт сахара-сырца по льготной таможенной ставке) осложнили положение предприятия.
В 2010 году киевская компания ООО «Теплоком» осуществила модернизацию станции дефекосатурации и тепловой схемы завода, а компания «НТ-Пром» выполнила работы по реконструкции производственных мощностей завода. После завершения реконструкции, завод вошел в число десяти наиболее эффективных сахарных заводов страны (в 2012 году коэффициент извлечения сахара из сырья на Кобелякском сахарном заводе составлял 82,51 %, в то время как среднее значение показателя по всем 63 действовавшим в 2012 году сахарным заводам составляло 78,69 %).
В начале 2015 года завод был остановлен и в 2015 году не функционировал. 6 октября 2016 завод возобновил производство. Сообщается, что на предприятии планируется перерабатывать сахарную свеклу, выращенную в трёх районах Полтавской области — Кобелякском, Козельщинском и Новосанжарском. До 15 декабря 2016 завод произвёл свыше 50 тыс. тонн сахара.